# Węzeł francuski

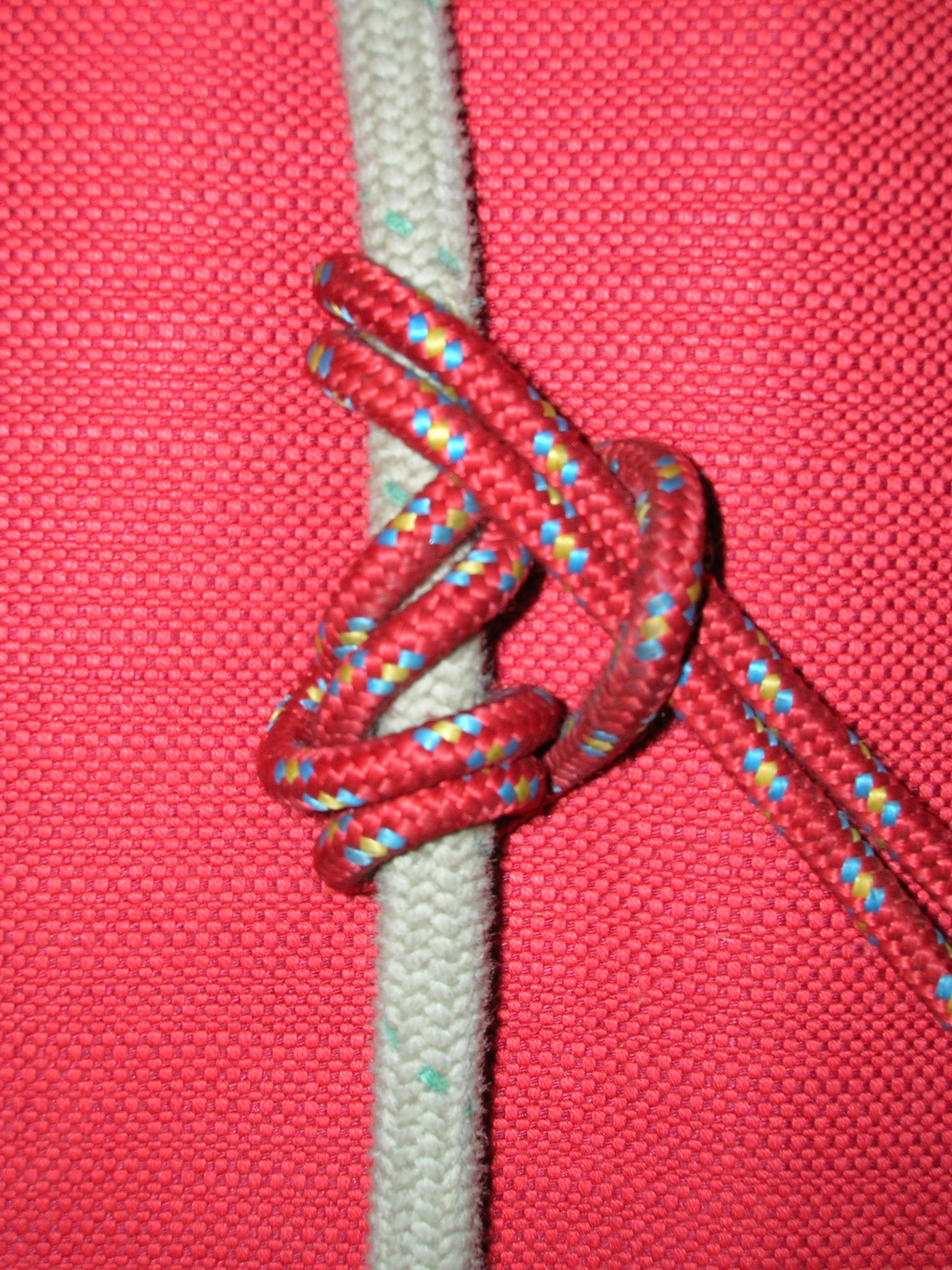
Węzeł francuski

Węzeł francuski – węzeł stosowany we wspinaczce, podobnie jak prusik – czyli m.in. do autoasekuracji podczas zjazdu na linie.